# آمریکا (ساکورا)
آمریکا (به ژاپنی: アメリカ America) (نام علمی: Cerasus x yedoensis 'Akebono' W.B.Clarke) نام یک نوع درخت ساکورای باغی است. در سال ۱۹۲۵ میلادی توسط کلارک در کالیفرنیای آمریکا و از ترکیب میان ادوهیگان و گیلاس اوشیما به وجود آمده‌است. این درخت در آمریکا آکه‌بونو نامیده می‌شود ولی در ژاپن چون از قبل نوع دیگری از ساکورا به این نام موجود بود، آمریکا نامیده شد. در کنار رودخانه پوتوماک در  واشنگتن دی سی ۱۰۰ درخت ساکورای آمریکا کاشته شده‌است.
- تعداد گلبرگ: ۵ عدد
- رنگ: صورتی کمرنگ
- قطر گل: ۳ تا ۴ سانتیمتر
- زمان گل‌دهی:اوایل آوریل[۱]
- محل نمونه:پارک شینجوکو گیوئن، باغ گیاه‌شناسی جیندای[۲]